# François-Xavier Demaison (attore)
François-Xavier Demaison (Asnières-sur-Seine, 22 settembre 1973) è un attore e comico francese.

## Biografia
Figlio dell'avvocato specialista in diritto societario Jack Demaison, nativo di Montluçon, e dell'avvocatessa specialista in diritto del lavoro Florence Ghisoni, originaria di Saint-Florent, François-Xavier ha un fratello minore, Thibault, e due sorelle, Laetitia e Céline, anche loro dottori in legge.
Dopo aver debuttato sul palcoscenico, si fece notare nel 2008 grazie al film biografico Coluche: L'Histoire d'un mec, che gli è valso una nomination ai premi César 2009 nella categoria "Miglior attore". Nel 2011 ha recitato nella commedia romantica Per sfortuna che ci sei e nel film satirico Moi, Michel G., milliardaire, maître du monde.
I suoi progetti cinematografici più importanti sono stati la commedia drammatica Comme des frères di Hugo Gélin (2013) e Il piccolo Nicolas e i suoi genitori (2009).

## Vita privata
Il 7 giugno 2019, Demaison ha sposato Anaïs Tihay, di Perpignano, al Castello di Valmanera ad Argelès-sur-Mer. Nel giugno 2022, hanno annunciato su Instagram che presto avrebbero dato il benvenuto al loro primo figlio insieme. Nel settembre 2022, sua moglie Anaïs ha dato alla luce una figlia di nome Louise.

## Filmografia
- Tout pour plaire, regia di Cécile Telerman (2005)
- Olé!, regia di Florence Quentin (2005)
- L'Auberge rouge, regia di Gérard Krawczyk (2007)
- Ça se soigne?, regia di Laurent Chouchan (2008)
- Disco, regia di Fabien Onteniente (2008)
- Le Premier Jour du reste de ta vie, regia di Rémi Bezançon (2008)
- 48 heures par jour, regia di Catherine Castel (2008)
- Coluche: L'Histoire d'un mec, regia di Antoine de Caunes (2008)
- Musée haut, musée bas, regia di Jean-Michel Ribes (2008)
- Troppo amici (Tellement proches), regia di Olivier Nakache e Éric Toledano (2009)
- Neuilly sa mère!, regia di Gabriel Julien-Laferrière (2009)
- Il piccolo Nicolas e i suoi genitori, regia di Laurent Tirard (2009)
- Divorces, regia di Valérie Guignabodet (2009)
- Sans laisser de traces, regia di Grégoire Vigneron (2010)
- La Tête en friche - La testa tra le nuvole, regia di Jean Becker (2010)
- Per sfortuna che ci sei (La Chance de ma vie), regia di Nicolas Cuche (2011)
- Moi, Michel G., milliardaire, maître du monde, regia di Stéphane Kazandjian (2011)
- Nicostratos le pélican, regia di Olivier Horlait (2011)
- Beur sur la ville, regia di Djamel Bensalah (2011)
- Il était une fois, une fois, regia di Christian Merret-Palmair (2012)
- Passioni e desideri (360), regia di Fernando Meirelles (2012)
- Comme des frères, regia di Hugo Gélin (2012)
- Parigi a tutti i costi (Paris à tout prix), regia di Reem Kherici (2013)
- Le vacanze del piccolo Nicolas, regia di Laurent Tirard (2014)
- Arrête ton cinéma!, regia di Diane Kurys (2015)
- La macchinazione, regia di David Grieco (2016)
- L'Outsider, regia di Christophe Barratier (2016)
- Les Têtes de l'emploi, regia di Alexandre Charlot e Franck Magnier (2016)
- Jour J, regia di Reem Kherici (2017)
- Come ho incontrato mio padre (Comment j'ai rencontré mon père), regia di Maxime Motte (2017)
- Normandie nue, regia di Philippe Le Guay (2018)
- Tutti in piedi (Tout le monde debout), regia di Franck Dubosc (2018)
- Neuilly sa mère, sa mère!, regia di Gabriel Julien-Laferrière (2018)
- All Inclusive, regia di Fabien Onteniente (2019)
- Ni une ni deux, regia di Anne Giafferi (2019)
- Il club dei divorziati, regia di Michaël Youn (2020)
- Connectés, regia di Romuald Boulanger (2020)
- Le Temps des secrets, regia di Christophe Barratier (2022)
- Hommes au bord de la crise de nerfs, regia di Audrey Dana (2022)
- Champagne!, regia di Nicolas Vanier (2022)
- La verità secondo Maureen K. (La Syndicaliste), regia di Jean-Paul Salomé (2023)
- La Tête dans les étoiles, regia di Emmanuel Gilibert (2023)

## Doppiaggio

### Film di animazione
- Chef Lapin in Émilie Jolie, regia di Francis Nielsen e Philippe Chatel (2011)
- Malaterre in Le avventure di Zarafa - Giraffa giramondo, regia di Rémi Bezançon e Jean-Christophe Lie (2012)
- Ralph La Casse in Ralph Spaccatutto, regia di Rich Moore (2012)
- Hubert in Hubert e Takako, regia di Hugo Gittard (2013)
- Mariachi in Coco, regia di Lee Unkrich (2017)
- Ralph La Casse in Ralph spacca Internet, regia di Rich Moore e Phil Johnston (2019)
- Osvaldo in Encanto, regia di Byron Howard e Jared Bush (2021)